# Pomnik 27 Wołyńskiej Dywizji Piechoty AK w Warszawie
Pomnik 27 Wołyńskiej Dywizji Piechoty AK – monument znajdujący się na skwerze Wołyńskim w Warszawie.

## Opis
Pomnik projektu rzeźbiarza Kazimierza Danilewicza znajduje się na skwerze Wołyńskim przy Trasie Armii Krajowej, w pobliżu ul. Gdańskiej. Został odsłonięty 12 września 1993. 
Pomnik ma kształt wielkiego kamiennego miecza. 13 lipca 2003 ustawiono 11 kamiennych kolumn-świec upamiętniających męczeństwo Polaków z 11 wołyńskich powiatów, ofiar rzezi wołyńskiej. Na każdej z kolumn umieszczono herb i nazwę powiatu. Kolumny zakończone są od góry „knotami” - lampami, od dołu są podświetlane reflektorami ukrytymi w bruku. Na prawo od pomnika znajduje się popiersie generała Jana Wojciecha Kiwerskiego.
W pobliżu znajduje się inne upamiętnienie – pomnik Rzezi Wołyńskiej.

## Galeria

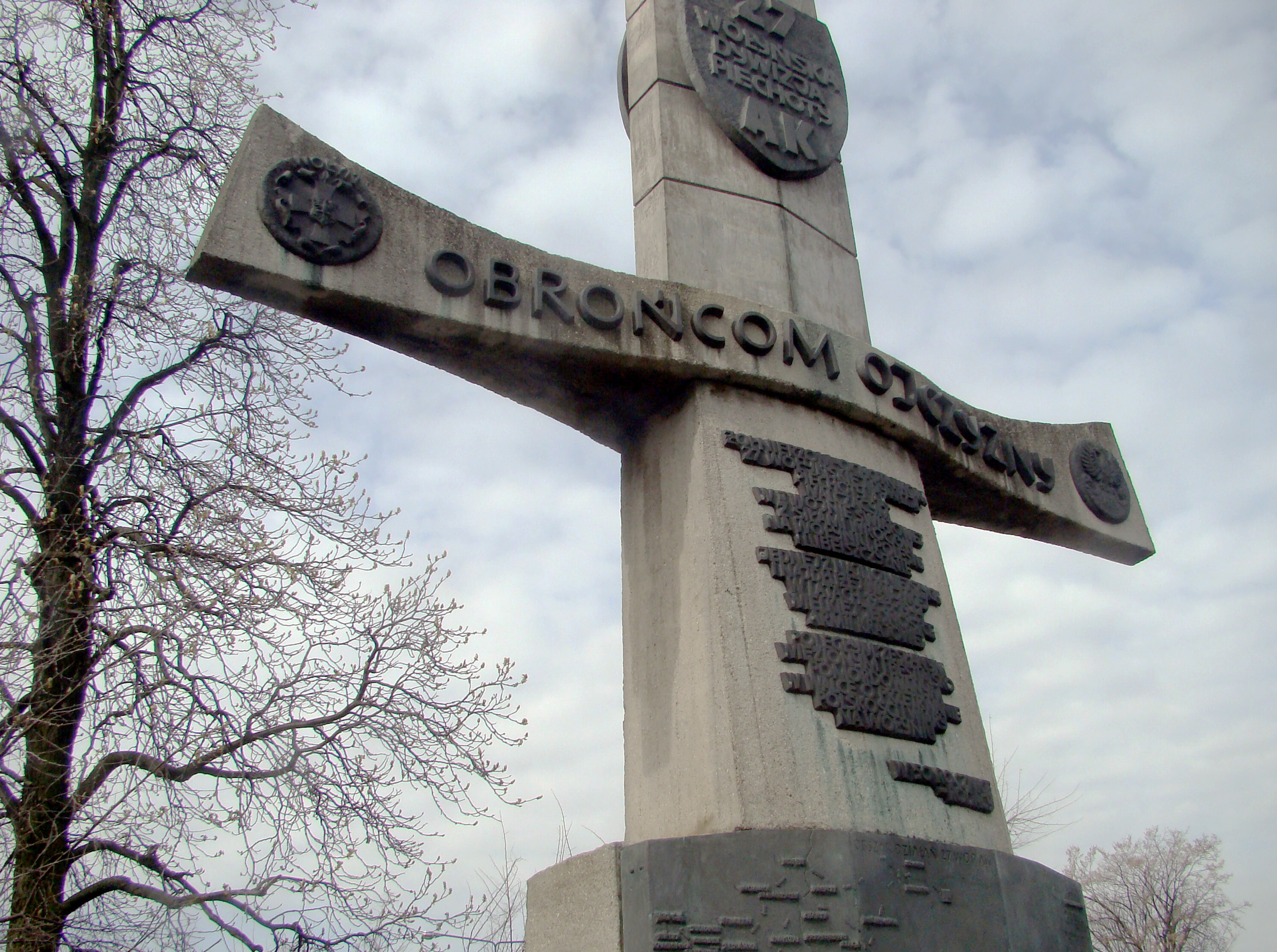
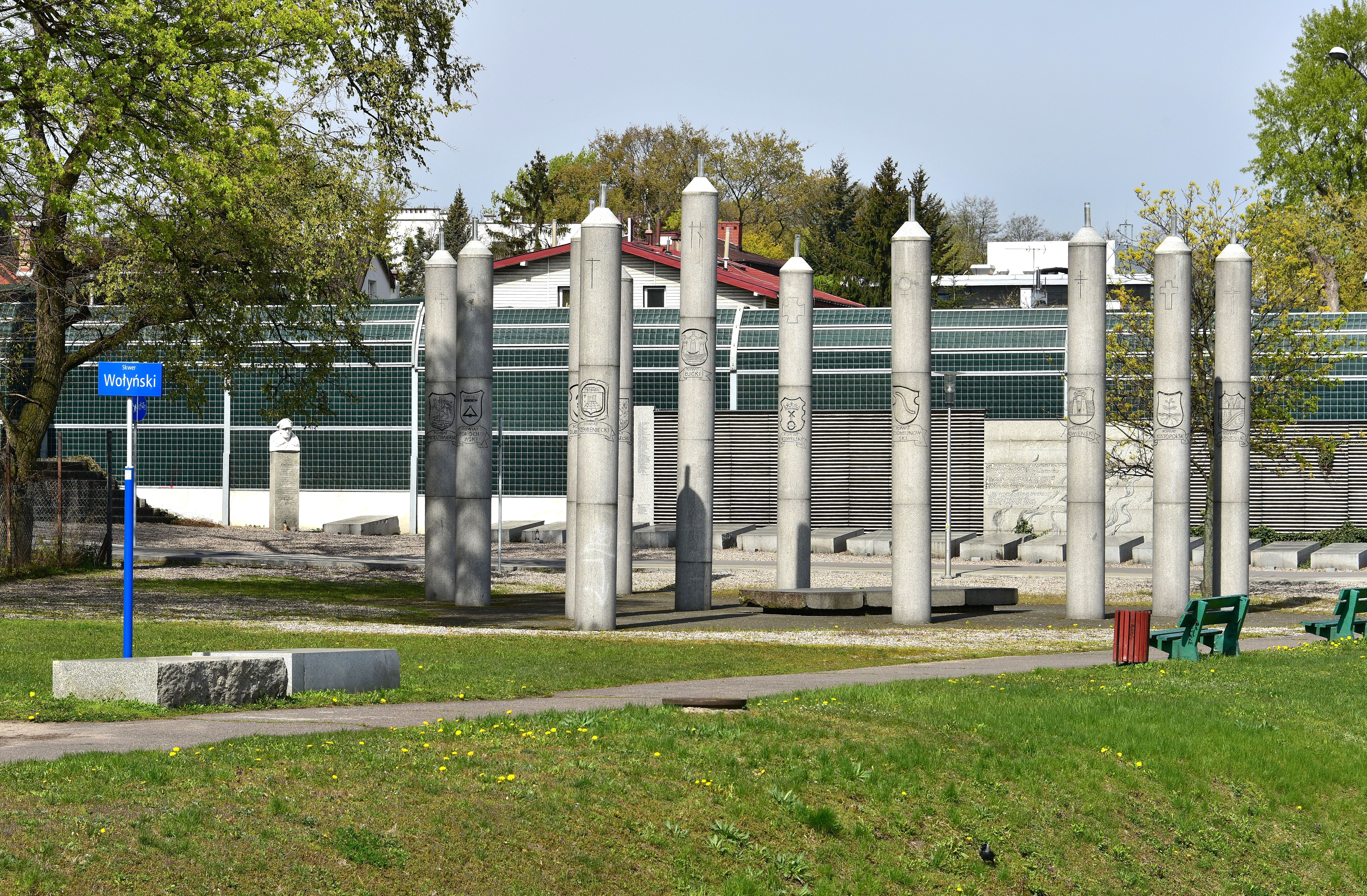
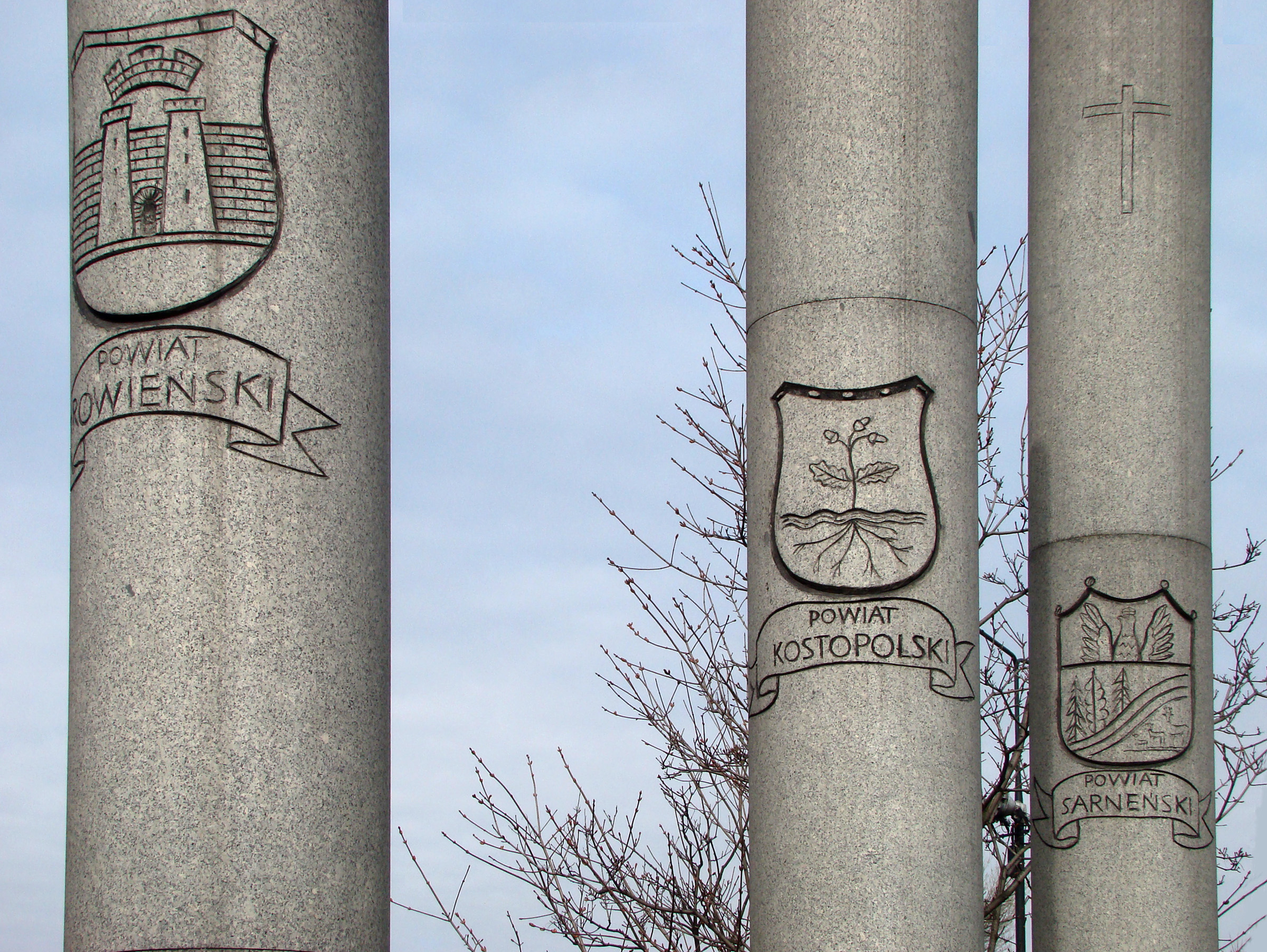
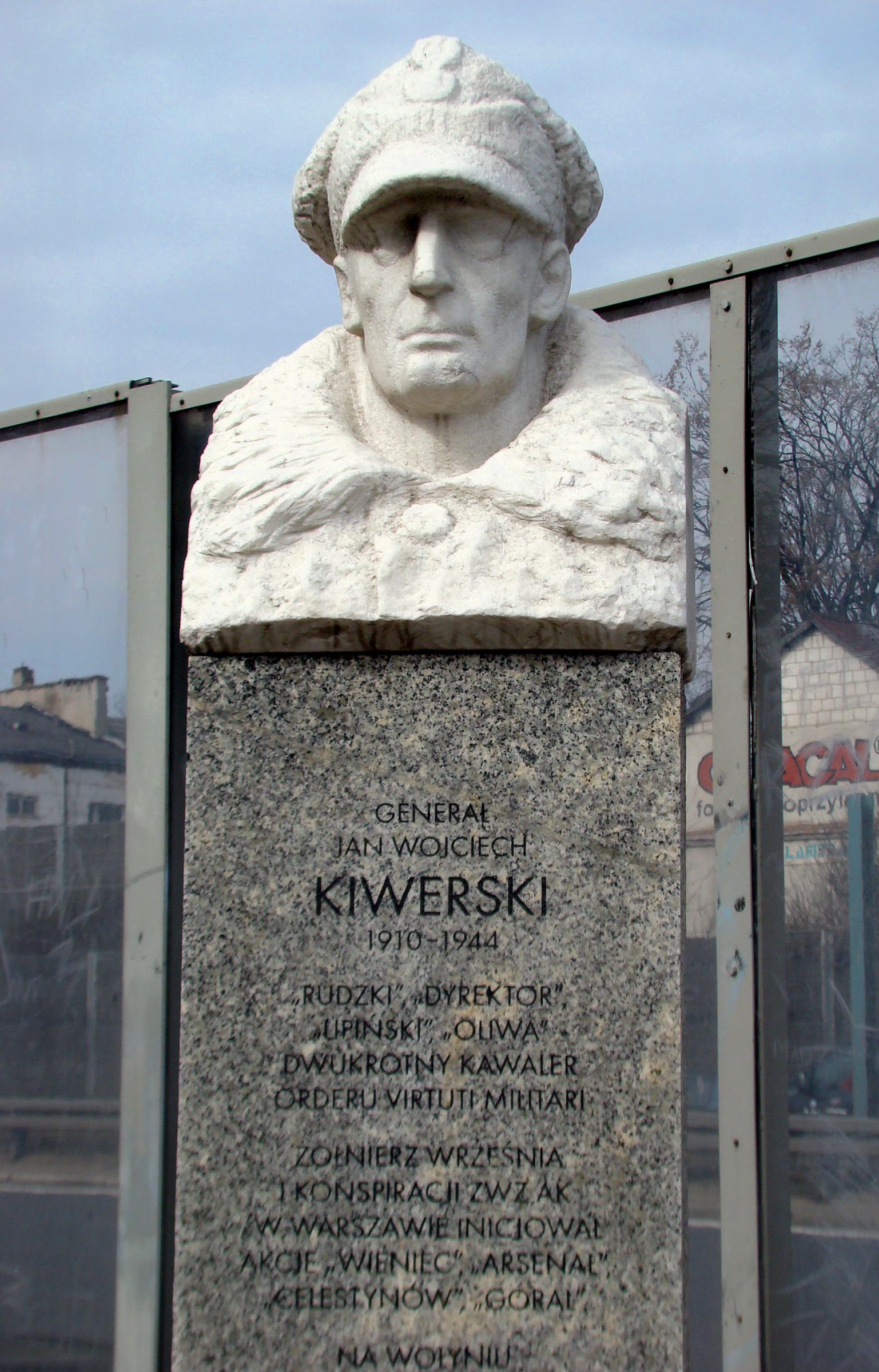